# De uitverkorene (film)
De uitverkorene is een Nederlandse televisiefilm uit 2006, geregisseerd door Theu Boermans en uitgezonden door de VPRO.
De film is een vrije interpretatie van de opkomst en (vooral) ondergang van het software-bedrijf Baan van de gebroeders Baan. Het bedrijf, met een streng christelijke achtergrond, was van ongeveer 1985 tot 2000 gevestigd in Barneveld op de Veluwe. Nadat een notering op de Amerikaanse beurs was aangevraagd, bleek dat allerlei financiële zaken niet goed geregeld waren; het aanvankelijk succes was op drijfzand gebaseerd. Het bedrijf werd van een faillissement gered toen het werd opgekocht door een Engels bedrijf.
Regisseur Boermans vertelt het verhaal (idee van Kees Prins en scenarist Frank Ketelaar) van de streng gereformeerde broers Johan en Peter van der Laan, gespeeld door Kees Prins en Pierre Bokma. De aftiteling vermeldt dat het geen documentaire is, maar fictie en dat de makers niet hebben beoogd om personen en gebeurtenissen correct weer te geven; de gelijkenis met het Baan-debacle is echter overduidelijk.
De film schetst een bevindelijk gereformeerd milieu aan de hand van de nieuwe, jonge ongelovige financieel directeur, Steven Kuipers, die summa cum laude is afgestudeerd. Na het vertrek van de oude CFO moet hij orde op zaken stellen. Het lukt hem toch nog de felbegeerde notering te krijgen aan de Nasdaq, waarbij de koers van het aandeel explodeert. Maar zijn lichamelijke affaire met Marthe, de oudste dochter van baas Johan, wordt zijn ondergang. Kuipers weigert een regeling te treffen met Peter van der Laan, waarop Van der Laan Kuipers opzettelijk doodrijdt. Martha brengt haar kind ongehuwd ter wereld.

## Cast
- Pierre Bokma als Peter van der Laan
- Kees Prins als Johan van der Laan
- Tijn Docter als Steven Kuipers
- Katja Herbers als Marthe van der Laan
- Monic Hendrickx als Aleid van der Laan

## Prijzen
- 2007 International Emmy Awards - Pierre Bokma (Best actor)
- 2007 Lira Scenarioprijs
- 2006 Prix Europa - Television Programme of the Year
- 2006 Gouden Kalf-nominatie - Beste Tv-drama